# Giovinazzo (stacja kolejowa)
Giovinazzo (wł. Stazione di Giovinazzo) – stacja kolejowa w Giovinazzo, w prowincji Bari, w regionie Apulia, we Włoszech. Znajduje się na linii Adriatica (Ankona – Lecce).
Według klasyfikacji RFI ma kategorię srebrną.

## Linie kolejowe
- Adriatica